# 朝 (クルアーン)
『朝』とは、クルアーンにおける第93番目の章（スーラ）。11の節（アーヤ）から成る。マッカ啓示に分類される。

## 内容
冒頭の「 朝（の輝き）において」に因んでこの題名が採られている。
アッラーフの救いについて述べられる。